# Scorpaena notata
Lo scorfanotto (Scorpaena notata Rafinesque, 1810) è un pesce marino della famiglia degli Scorpaenidae.

## Descrizione
Fino a 18 centimetri, il più piccolo tra gli Scorpaenidae mediterranei. Mimetico, corpo di colore rosso con macchie biancastre, tozzo; presente una macchia nera sulla pinna dorsale estesa tra l'ottava e la decima spina.

## Comportamento
Specie bentonica tipicamente notturna; di giorno è sedentario.

## Habitat e distribuzione
Mar Mediterraneo, Oceano Atlantico orientale, da 0 a 100 metri di profondità su fondali rocciosi.

## Specie affini
Scorpaena scrofa, da cui si distingue per la mancanza di appendici cutanee sotto la bocca e per la presenza della macchia dorsale.